# Раполла
Раполла (італ. Rapolla) — муніципалітет в Італії, у регіоні Базиліката,  провінція Потенца.
Раполла розташована на відстані близько 290 км на схід від Рима, 45 км на північ від Потенци.
Населення — 4443 особи (2014).
Щорічний фестиваль відбувається 3 лютого. Покровитель — святий Власій.

## Демографія
Населення за роками:

Станом на 1 січня 2023 року в муніципалітеті офіційно проживав 101 іноземець з 12 країн, серед них 33 громадяни країн Євросоюзу та 13 громадян України.

## Сусідні муніципалітети
- Бариле
- Лавелло
- Мельфі
- Ріонеро-ін-Вультуре
- Веноза